# Rapid Reload
Rapid Reload, connu au Japon sous le titre de Gunners Heaven (ガンナーズヘヴン), est un jeu vidéo de type run and gun développé par Media.Vision et édité par Sony Computer Entertainment sur PlayStation en 1995,. Rapid Reload est un titre exclusif à la PlayStation sorti au Japon le 28 avril 1995 et en Europe le 29 septembre 1995,. Le titre est de nouveau publié au Japon le 29 mars 2007 sur PlayStation 3 et PSP via le PlayStation Network,.
Le jeu met en scène deux chasseurs de trésors, Axel Sonics et Ruka Redfield, qui se lancent dans une aventure à la recherche d'une pierre légendaire connue sous le nom de « Valkiry ». Le joueur incarne l'un des deux personnages et évolue à travers les six niveaux du jeu. Les deux personnages disposent de quatre armes dans leur arsenal, comprenant un pistolet, un laser auto-directeur, un canon multi-directionnels et un lance-flammes,,. Un grappin est également présent dans le jeu, il s'enclenche sur n'importe quel mur ou plafond. Le joueur est insensible aux dégâts durant l'utilisation du grappin. Les armes peuvent être orientées dans plusieurs directions via le bouton R2 de la DualShock. Le joueur peut également projeter ses ennemis dans n'importe quelle direction.

## Postérité
En 2018, la rédaction du site Den of Geek mentionne le jeu en 44e position d'un top 60 des jeux PlayStation sous-estimés : « Même si Rapid Reload est un clone flagrant du classique Gunstar Heroes sur Mega Drive, il est néanmoins un excellent shoot 'em up à défilement horizontal, et son gameplay tient encore la route aujourd'hui. »